# اچ‌ام‌اس وایریر (۱۹۱۷)
اچ‌ام‌اس وایریر (به انگلیسی: HMS Warrior) یک کشتی است که طول آن ۲۸۴ فوت (۸۷ متر) می‌باشد. این کشتی در سال ۱۹۰۴ ساخته شد.